# 米勒斯維爾 (加利福尼亞州)
米勒斯維爾（英語：Millersville）是位於美國加利福尼亞州克恩縣的一個非建制地區。該地的面積和人口皆未知。

## 地理
米勒斯維爾的座標為35°18′14″N 118°27′28″W / 35.30389°N 118.45778°W，而該地的平均海拔高度為767米（即2516英尺）。